# 詹姆斯·菲弗
詹姆斯·菲弗（英語：James Fifer，1930年7月14日—1986年6月7日），美国男子赛艇运动员。他曾代表美国参加1952年和1956年夏季奥林匹克运动会赛艇比赛，其中1956年奥运会获得一枚金牌。